# سیستم کنترل فشار باد تایر

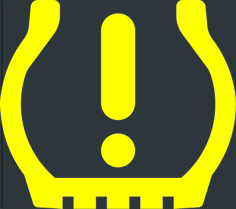
فشار اتمسفریک تایر خودروها را کنترل می‌کند.

سیستم ناظر فشار باد تایر (انگلیسی: Tire-pressure monitoring system) فشار اتمسفریک تایر خودروها را نظارت می‌کند. این سیستم، در لحظه، اطلاعات فشار لاستیک را با استفاده از یک گیج، یک صفحه نمایش پیکتوگرام یا یک چراغ هشدار فشار پایین ساده به راننده گزارش می‌دهد و دو نوع مختلف است، مستقیم (dTPMS) و غیر مستقیم (iTPMS).
سیستم کنترل فشار باد لاستیک یا هنگام ساخت وسیله نقلیه یا پس از استفاده از وسیله نقلیه نصب می‌شود. هدف این سیستم اجتناب از تصادفات رانندگی، مصرف سوخت ضعیف و افزایش ساییدگی لاستیک به دلیل بادکردن کم لاستیک‌ها از طریق تشخیص زودهنگام وضعیت خطرناک لاستیک‌ها است. این قابلیت برای اولین بار در خودروهای لوکس در اروپا در دهه ۱۹۸۰ ظاهر شد، در حالی که پذیرش در بازار انبوه پس از تصویب قانون ترد[en] (به انگلیسی: TREAD) در سال ۲۰۰۰ در ایالات متحده پس از مناقشه تایرهای فایرستون و فورد انجام شد.
تکثیر فناوری سیستم ناظر فشار باد لاستیک در خودروهای جدید در قرن بیست و یکم در روسیه، اتحادیه اروپا، ژاپن، کره جنوبی و بسیاری دیگر از کشورهای آسیایی ادامه یافته‌است. از نوامبر ۲۰۱۴ این سیستم برای وسایل نقلیه جدید در اتحادیه اروپا اجباری شد. در یک نظرسنجی که بین نوامبر ۲۰۱۶ و اوت ۲۰۱۷ انجام شد، ۵۴ درصد از خودروهای سواری در سوئد، آلمان و اسپانیا فاقد این سیستم بودند، رقمی که گمان می‌رود کمتر از حد تخمین زده شود.
برای وسایل نقلیه مختلف از جله دوچرخه، خودرو و کامیون‌ها سیستم‌های سیستم کنترل فشار باد لاستیک مستقیم (به انگلیسی: DTMPS) که بر روی دریچه ورودی باد لاستیک نصب می‌شوند در بازار موجود هستند و بدین وسیله می‌توان اطلاعات مربوط را بر روی گوشی هوشمند، یک برنامه یا حتی واحدهای نمایش قابل حمل مشاهده کرد.

## تاریخچه

### پذیرش اولیه
در دهه ۱۹۸۰ با توجه به تأثیر فشار تایر بر ایمنی و کارایی خودرو، ناظر فشار تایر توسط بازار اروپا به عنوان یک ویژگی اختیاری وسایل نقلیه سواری لوکس پذیرفته شد. اولین وسیله نقلیه مسافربری که از ناظر فشار تایر استفاده کرد، پورشه ۹۵۹ و در سال ۱۹۸۶ بود که از سیستم چرخ پره توخالی توسعه یافته توسط شرکت PSK استفاده می‌کرد. در سال ۱۹۹۶ رنو از سیستم میشلین PAX در محصول سینیک خود استفاده کرد و در سال ۱۹۹۹ گروه خودرو سازی پژو سیتروئن تصمیم گرفت ناظر فشار تایر را به عنوان یک ویژگی استاندارد در پژو ۶۰۷ بکار گیرد. در سال ۲۰۰۰، رنو محصول لاگونا را روانه بازار کرد، اولین وسیله نقلیه سواری سایز متوسط در جهان که به رنو لاگونا به عنوان یک ویژگی استاندارد مجهز شده بود.
در ایالات متحده، ناظر فشار تایر توسط جنرال موتورز بر روی مدل سال ۱۹۹۱ کوروت و همراه با تایر پنچررو شرکت گودیر معرفی شد. این سیستم با استفاده از از حسگرهایی در چرخ‌ها به همراه نمایشگر راننده می‌توانست فشار تایر هر چرخ را نشان دهد و برای فشار بالا و پایین خارج از محدوده به راننده هشدار می‌داد. این سیستم از آن زمان تاکنون در محصولات کوروت استاندارد بوده‌است.

### تایر پنچررو
معرفی لاستیک‌های پنچررو و لاستیک‌های یدکی اضطراری توسط چندین تولیدکننده لاستیک و وسایل نقلیه، عامل ایجاد انگیزه برای ساخت نمونه‌های اولیه سیستم ناظر فشار تایر بود. با لاستیک‌های پنچررو، راننده به احتمال زیاد متوجه نمی‌شود که یک لاستیک خالی است، از این رو به اصطلاح سیستم‌های هشدار پنچررو معرفی شدند. این سیستم‌ها اغلب نسل اول ناظر فشار تایر غیر مستقیم (به انگلیسی: iTPMS) هستند و بر اساس محاسبه شعاع دورانی لاستیک عمل کرده و تضمین می‌کنند تایرهای پنچررو فراتر از محدودیت‌هایشان، معمولاً ۸۰ کیلومتر بر ساعت (۵۰ مایل بر ساعت) و ۸۰ کیلومتر (۵۰ مایل)، استفاده نمی‌شوند. بازار iTPMS نیز پیشرفت کرده‌است. ناظرهای فشار تایر غیرمستقیم از طریق استفاده ترکیبی از تحلیل شعاع چرخ و طیف صدای تولید شده قادر به تشخیص لاستیک کم باد هستند. با این پیشرفت، رعایت الزامات قانونی نیز با iTPMS امکان‌پذیر شده‌است.

## مقایسه انواع مستقیم و غیرمستقیم

### غیر مستقیم
سیستم‌های ناظر فشار تایر غیر مستقیم از حسگرهای فشار فیزیکی استفاده نمی‌کنند. آنها فشار هوا را با استفاده از سیستم‌های مبتنی بر نرم‌افزار اندازه‌گیری می‌کنند، که با ارزیابی و ترکیب سیگنال حسگرهای سرعت چرخ‌ها، شتاب‌سنج‌ها، و داده‌های دیگر، فشار باد چرخ‌ها را تخمین زده و نظارت می‌کنند. نسل اول سیستم‌های غیرمستقیم بر این اصل استوار است که لاستیک‌هایی که کمتر باد می‌شوند، قطر کمی کوچک‌تر (و در نتیجه سرعت زاویه‌ای بالاتر) نسبت به تایرهای دیگر دارند. این تفاوت‌ها از طریق حسگرهای سرعت چرخ سیستم‌های ABS/ESC قابل اندازه‌گیری است. نسل دوم سیستم‌های غیر مستقیم با استفاده از تکنیک‌های پیشرفته پردازش سیگنال نرم‌افزاری و تجزیه و تحلیل طیف صوتی ایجاد شده در تک تک چرخ‌ها، کم بادی همزمان چرخ‌ها، تا حداکثر چهار چرخ، را تشخیص دهند.
گاهی سیستم‌های ناظر فشار تایر غیر مستقیم با نام‌های دیگری مانند «سیستم تشخیص کم بادی» (اختصاری DDS) فورد یا «سیستم هشدار کم بادی» (اختصاری DWS) هوندا نیز شناخته می‌شوند.
سیستم‌های غیر مستقیم نمی‌تواند مقادیر فشار مطلق را اندازه‌گیری یا نمایش دهد. آنها ذاتاً نسبی هستند و پس از بررسی لاستیک‌ها و تنظیم صحیح فشارها توسط راننده باید توسط راننده دوباره بازنشانی شوند. این کار معمولاً یا توسط یک دکمه فیزیکی یا در فهرست کار رایانه داخلی انجام می‌شود. سیستم‌های غیر مستقیم در مقایسه با سیستم‌های مستقیم، به تأثیر عوامل خارجی مختلف بر روی چرخ‌ها، مانند وضعیت سطح جاده، سرعت خودرو یا سبک رانندگی، حساس تر است. در بازنشانی سیستم، یک مرحله یادگیری خودکار وجود دارد که معمولاً با ۲۰ تا ۶۰ دقیقه رانندگی که طی آن پارامترهای مربوط یادگرفته و ذخیره می‌شوند، انجام می‌شود. در این مرحله برخی از اطلاعات برآورد شده قبلی (نه همه آنها) حذف و دوباره محاسبه می‌شود. از آنجایی که سیستم غیرمستقیم شامل هیچ سخت‌افزار یا قطعات یدکی اضافی نیست و ضایعات الکترونیکی/سمی تولید نمی‌کند و همچنین خدمات فراتر از حد معمولی را لازم ندارد، کاربرد آنها را آسان کرده و بسیاری آن را مشتری پسند می‌دانند. با این حال، همان‌طور که گفته شد، هر بار که تغییراتی در تنظیمات تایر انجام می‌شود، سنسورها باید بازنشانی شوند و برخی از مصرف‌کنندگان مایل نیستند این مسئولیت اضافی را بر عهده بگیرند.
از آنجا که نصب کارخانه ای سیستم ناظر بر فشار باد لاستیک در نوامبر ۲۰۱۴ برای تمام وسایل نقلیه مسافربری جدید در اتحادیه اروپا اجباری شد، سیستم‌های غیر مستقیم مختلف منطبق بر مقررات سازمان ملل متحد R64 گرفته‌اند. بسیاری از این نمونه‌ها محصول گروه فولکس واگن هستند و نمونه‌های دیگری از شرکت‌های هوندا، ولوو، اوپل، فورد، مزدا، گروه خودرو سازی پژو سیتروئن، فیات و رنو هستند. سیستم غیرمستقیم به سرعت در حال به دست آوردن سهم بازار در اتحادیه اروپا است و انتظار می‌رود در آینده نزدیک به فناوری برتر TPMS تبدیل شود.

### مستقیم

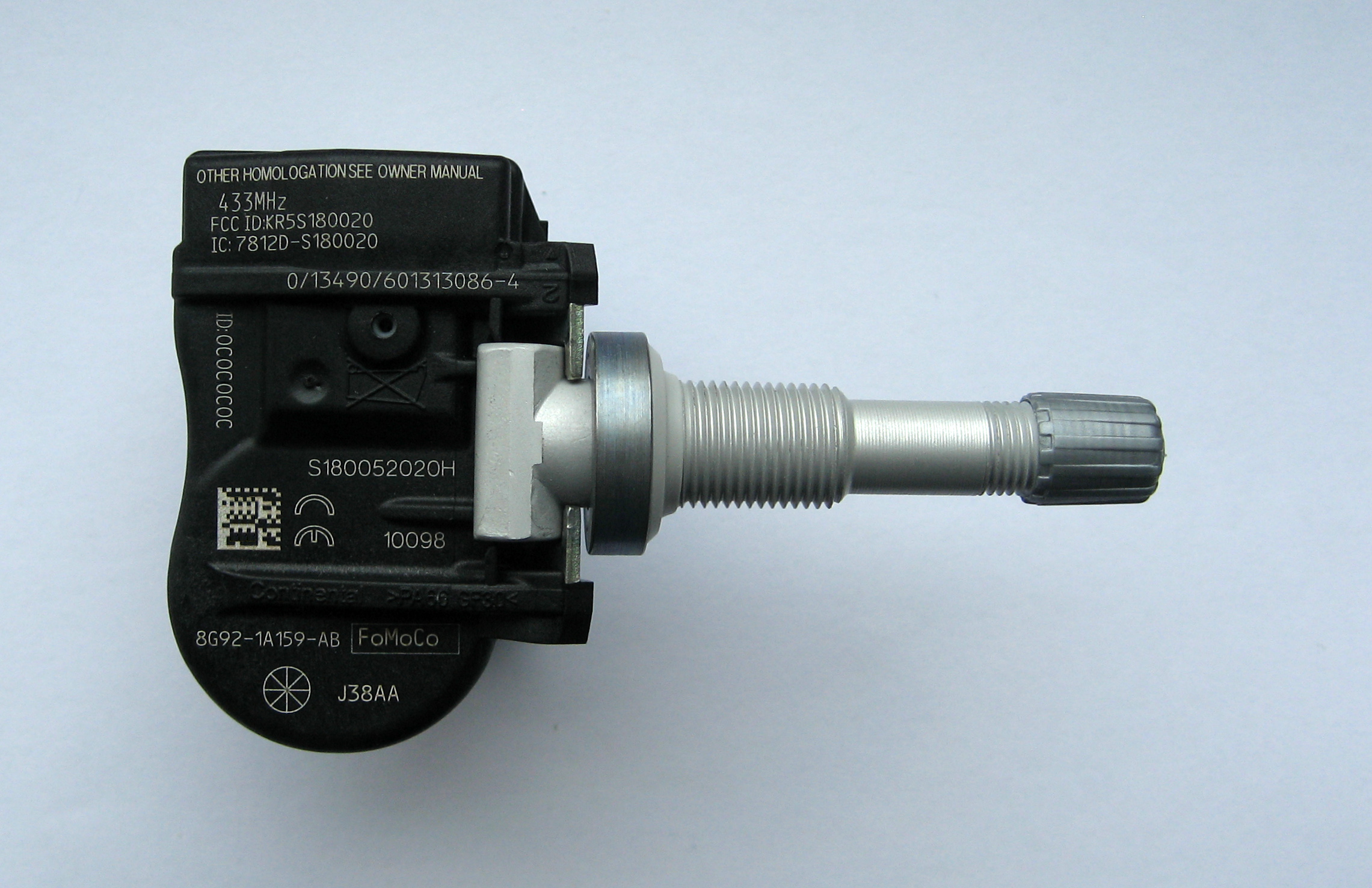
سنسور TPM مستقیم نصب شده در سیستم شیر، سازنده VDO

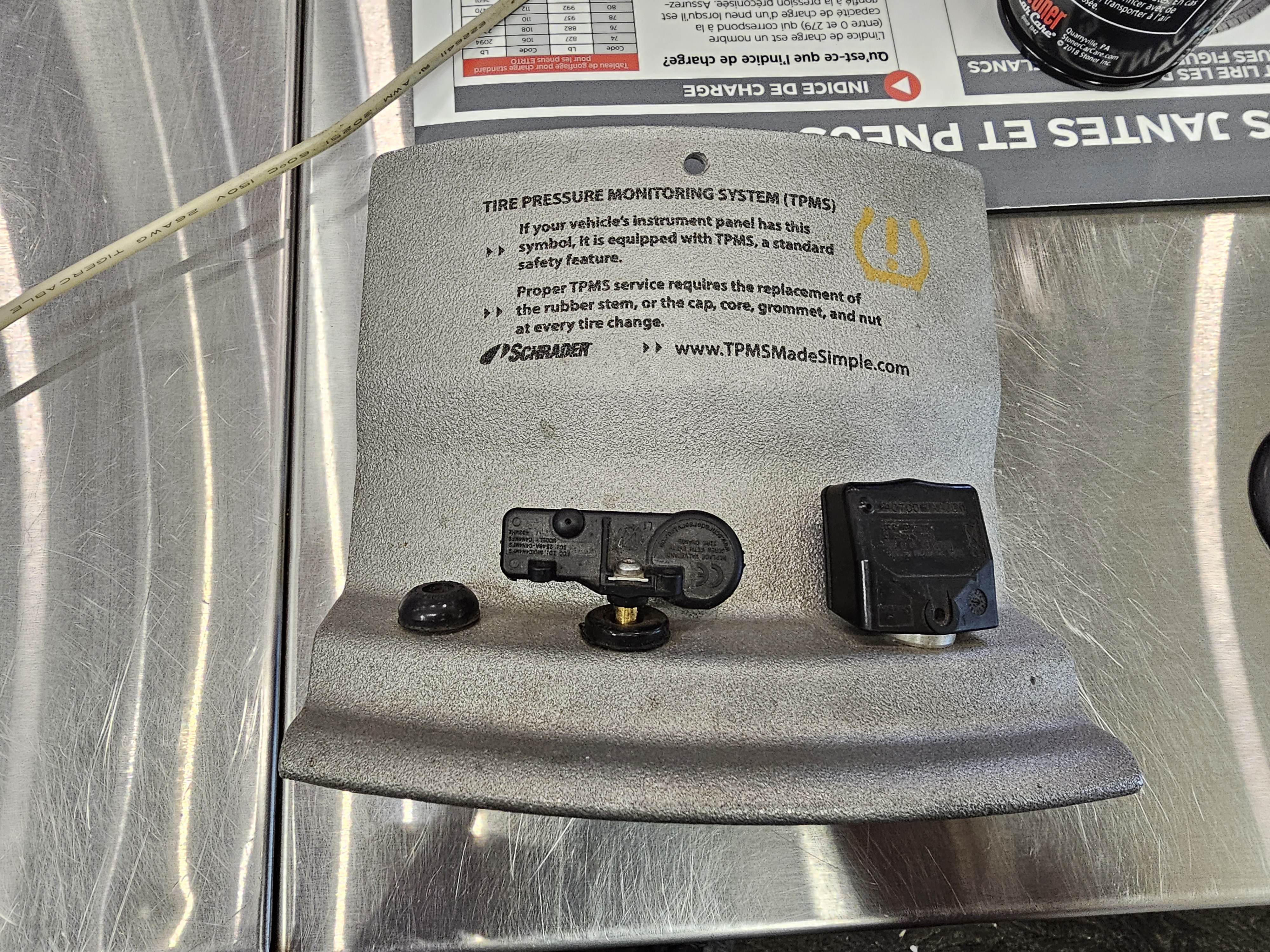
حسگرهای فشار لاستیک مستقیم

سیستم‌های ناظر فشار تایر مستقیم مستقیماً فشار باد لاستیک را با استفاده از حسگرهای سخت‌افزاری اندازه‌گیری می‌کند. در هر چرخ، اغلب در داخل سوپاپ، یک حسگر فشار با باتری وجود دارد که اطلاعات فشار را به یک واحد کنترل مرکزی منتقل می‌کند و آن را به رایانه داخلی خودرو گزارش می‌دهد. برخی از واحدها دمای لاستیک را نیز اندازه‌گیری کرده و هشدار می‌دهند. این سیستم‌ها می‌توانند کم بادی هر لاستیک را جداگانه شناسایی کنند. این سیستم‌ها در روش انتقال داده متفاوت هستند، و بسیاری از آنها می‌توانند فشار باد چرخ‌ها را در زمان واقعی، چه خودرو در حال حرکت یا پارک شده باشد، نمایش دهند. انرژی اکثر آنها توسط باتری‌ها تأمین می‌شود که عمر مفید آنها را محدود می‌کند. برخی از حسگرها از یک سیستم قدرت بی‌سیم مشابه آنچه در خواندن برچسب RFID استفاده می‌شود استفاده می‌کنند که مشکل عمر محدود باتری را حل می‌کند. این روش توالی انتقال داده را تا ۴۰ هرتز افزایش می‌دهد و از وزن سنسور نیز می‌کاهد که می‌تواند در برنامه‌های ورزشی موتوری مهم باشد. اگر حسگرها در قسمت بیرونی چرخ نصب شوند، همان‌طور که در اکثر سیستم‌های فروش پس از کارخانه دیده می‌شود، در معرض آسیب‌های مکانیکی، مایعات تهاجمی و همچنین سرقت قرار می‌گیرند. در صورتی که در داخل رینگ نصب می‌شوند، دیگر به راحتی برای تعویض باتری قابل دسترسی نیستند و پیوند RF باید بر اثرات تضعیف کننده لاستیک غلبه کند که نیاز یه انرژی را افزایش می‌دهد.
یک حسگر مستقیم شامل عملکردهای اصلی زیر است که برای این کار تنها نیاز به چند جزء خارجی نیاز دارد - به عنوان مثال باتری، محفظه، PCB -:
- سنسور فشار
- مبدل آنالوگ دیجیتال
- میکروکنترلر
- کنترل کننده سیستم
- نوسان ساز
- فرستنده فرکانس رادیویی
- گیرنده فرکانس پایین
- تنظیم کننده ولتاژ (مدیریت باتری)

اکثر سیستم‌های مستقیم نصب شده در کارخانه دارای حسگر در داخل رینگ هستند و باتری‌ها قابل تعویض ندارند. برای تعویض باتری خالی باید لاستیک خودرو را جدا کرد، بنابراین عمر طولانی باتری مطلوب است. برای صرفه جویی در مصرف انرژی و افزایش عمر باتری، بسیاری از حسگر مستقیم هنگام پارک کردن خودرو اطلاعات را منتقل نمی‌کنند (که نظارت بر لاستیک زاپاس را حذف می‌کند). برای اینکه واحدهای حسگر مستقیم خودکار نصب شده توسط خودروساز به درستی کار کنند، باید موقعیت سنسور را تشخیص دهند و باید سیگنال‌های سایر وسایل نقلیه را نادیده بگیرند.

## مشکلات تعمیر و نگهداری

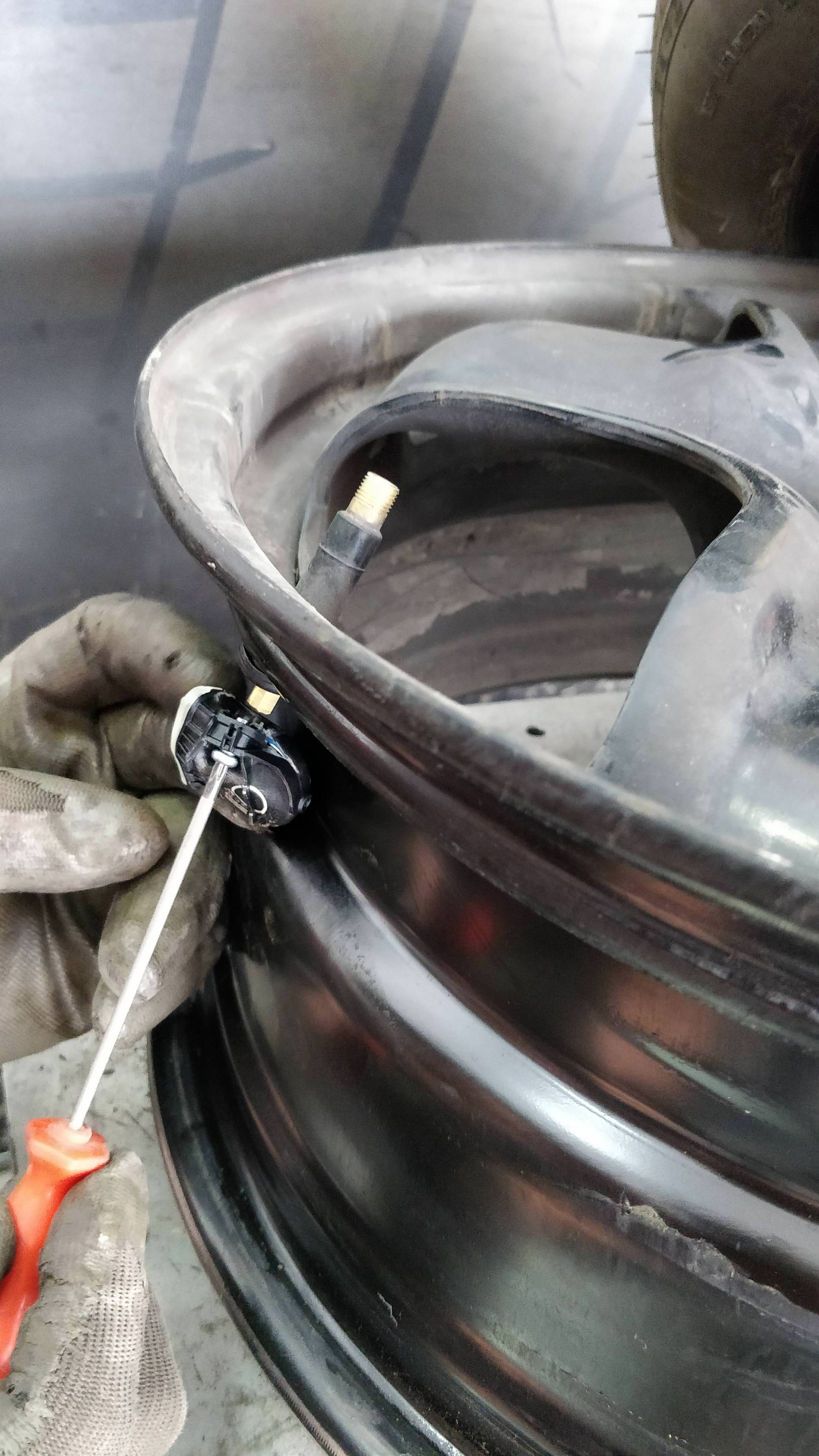
خارج گردن یک حسگر فشار مستقیم آسیب دیده

### خوردگی پایه سوپاپ
نسل اول حسگرهای فشار لاستیک که با سوپاپ یکپارچه هستند ممکن است دچار خوردگی شوند. درپوش‌های فلزی دریچه‌ها می‌توانند به دلیل خوردگی گالوانیکی به سوپاپ‌هایشان گیر کنند و تلاش برای برداشتن این درپوش‌ها می‌تواند به شکستن میله منجر شود و سنسور را از بین ببرد. تنش زیاد به میله سوپاپ باد می‌تواند تعمیر نشتی لاستیک را پیچیده کند و احتمالاً به تعویض حسگر نیاز خواهیم داشت.

### سازگاری درزگیر تایر
در مورد سازگاری درزگیرهای لاستیک غیر کارخانه ای که همراه با حسگرهای فشار باد استفاده می‌شوند اختلاف نظر وجود دارد. برخی از تولیدکنندگان درزگیرها ادعا می‌کنند که محصولاتشان واقعاً سازگار هستند، اما برخی دیگر هشدار دادند که «درزگیر ممکن است با حسگر تماس پیدا کند که حسگر را موقتاً از کار بیندازد. این مسئله ادامه دارد تا زمانی که توسط یک متخصص مراقبت از لاستیک به درستی تمیز، بازرسی و نصب مجدد شود». استفاده از چنین درزگیرها ممکن است ضمانت حسگر فشار را باطل کند.

### نگرانی‌های حفظ حریم خصوصی با حسگر مستقیم
از آنجا که هر تایر یک شناسه منحصر به فرد را منتقل می‌کند، وسایل نقلیه ممکن است به راحتی با استفاده از حسگرهای موجود در طول جاده ردیابی شوند. این نگرانی را می‌توان با رمزگذاری ارتباطات رادیویی از حسگرها برطرف کرد، اما چنین مقررات حفظ حریم خصوصی توسط NHTSA تعیین نشده بود.

### خودروهای سنگین
مقررات اداره ملی ایمنی ترافیک بزرگراه ایالات متحده فقط برای وسایل نقلیه زیر ۱۰۰۰۰ پوند اعمال می‌شود. برای وسایل نقلیه سنگین (کلاس ۷ و ۸، وزن ناخالص وسیله نقلیه بیشتر از ۲۶۰۰۰ پوند)، اکثر سیستم‌های ذکر شده در بالا به خوبی کار نمی‌کنند و نیاز به توسعه سیستم‌های دیگر وجود دارند.
وزارت حمل و نقل ایالات متحده مطالعات متعددی را برای یافتن سیستم‌هایی که در بازار سنگین کار می‌کنند با مشخص کردن اهداف مورد نیاز در این بازار سفارش داده‌است.
انجمن بین‌المللی مهندسان خودرو سعی کرده بهترین شیوه‌ها دراین زمینه را منتشر کند زیرا مقررات قانونی برای وسایل نقلیه سنگین عقب مانده‌است.

### تمکین قانونی

#### ایالات متحده آمریکا
اولین کشوری که این حسگرها را اجباری کرد، ایالات متحده آمریکا بود. در اوایل دهه ۲۰۰۰، تصادفات رانندگی متعددی مانند واژگونی و انفجار لاستیک به دلیل سطح ناکافی فشار هوا رخ داد. NHTSA لاستیک‌های پنچر را به عنوان یک تهدید بالقوه برای ایمنی در نظر گرفت که به زودی با تصویب استاندارد ۱۳۸ ایمنی وسایل نقلیه موتوری فدرال [en]در مورد استفاده از سیستم‌های ناظر فشار تایر برای هر وسیله نقلیه تا سپتامبر ۲۰۰۷ دنبال شد

#### کره جنوبی
سیستم‌های ناظر فشار تایر برای هر وسیله نقلیه زیر ۳٫۵ تن فروخته شده پس از سال ۲۰۱۳ اجباری شد. بعداً در سال ۲۰۱۵، هر وسیله نقلیه بدون در نظر گرفتن اندازه آن باید حسگر فشار داشته باشد. در سال ۲۰۱۱، هیوندای موبیس با موفقیت سیستم‌های ناظر فشار تایر را توسعه داد و اولین بار آن را در محصول ولاستر به کار برد. در نتیجه مصرف انرژی سنسور حدود ۳۰ درصد کمتر از محصولات موجود است که باعث کاهش حجم باتری و کاهش بیش از ۱۰ درصدی وزن سنسور می‌شود.

## نمادها
- شکلک هشدار فشار پایین
- شکلک خرابی سیستم ناظر فشار تایر